# Вијена (Вирџинија)
Вијена (енгл. Vienna) град је у америчкој савезној држави Вирџинија. По попису становништва из 2010. у њему је живело 15.687 становника.

## Демографија
Према попису становништва из 2010. у граду је живело 15.687 становника, што је 1.234 (8,5%) становника више него 2000. године.
| Група             | 2000.          | 2010.          |
| Белци             | 11.124 (77,0%) | 10.942 (69,8%) |
| Афроамериканци    | 497 (3,4%)     | 495 (3,2%)     |
| Азијати           | 1.368 (9,5%)   | 1.891 (12,1%)  |
| Хиспаноамериканци | 1.068 (7,4%)   | 1.887 (12,0%)  |
| Укупно            | 14.453         | 15.687         |